# Попов, Константин Степанович (государственный деятель)
Константи́н Степа́нович Попо́в (1910, Харьков — 25 февраля 1977. Москва) — советский государственный и политический деятель, 1-й секретарь Белгородского промышленного областного комитета КПСС.

## Биография
Родился в семье паровозного машиниста. Окончил школу ФЗУ. Работал помощником машиниста и слесарем паровозного депо станции Красный Лиман Донецкой области.
- С 1930 — заведующий агитмассовым отделом Красно-Лиманского райкома ЛКСМ  Украины, секретарь райпрофсоюза, помощник начальника паровозного депо
- Член ВКП(б) с 1931 года.
- 1939 — закончил Харьковский институт инженеров железнодорожного транспорта (ХИИЖТ), избран секретарём партбюро ХИИЖТ
- 1940 — секретарь Московского райкома КП Украины г.Харькова
- 1941–1942 — секретарь Сумского областного комитета КП(б) Украины по транспорту
- 1942–1943 — инструктор Управления кадров ЦК ВКП(б)
- 1943–1948 — заместитель секретаря Сумского областного комитета КП(б) Украины по транспорту, по промышленности и транспорту
- 1948–1951 — заместитель заведующего Отделом партийных, профсоюзных и комсомольских органов Харьковского областного комитета КП(б) Украины
- 1951–1952 — заведующий транспортным отделом Харьковского областного комитета КП(б) Украины
- 1952–1954 — заведующий отделом партийных, профсоюзных и комсомольских органов Харьковского областного комитета КП(б) Украины
- 1954–1955 — секретарь Харьковского областного комитета КП(б) Украины
- 1955–1956 — слушатель Курсов переподготовки при ЦК КПСС, учился в Высшей партийной школе при ЦК КПСС
- 1956–1957 — 2-й секретарь Балашовского областного комитета КПСС
- 1957–1958 — в распоряжении Белгородского областного комитета КПСС
- 1958–8 января 1963 — 2-й секретарь Белгородского областного комитета КПСС
- 8 января 1963–15 декабря 1964 — 1-й секретарь Белгородского промышленного областного комитета КПСС
- 15 декабря 1964–25 февраля 1977 — 2-й секретарь Белгородского областного комитета КПСС

Избирался депутатом Верховного Совета РСФСР 5-го, 6-го, 7-го созывов.
Награждён тремя орденами Трудового Красного Знамени, Красной Звезды и Знак Почёта.
Погиб 25 февраля 1977 года при пожаре в гостинице «Россия» (Москва).